# Villers-sur-le-Mont
Villers-sur-le-Mont település Franciaországban, Ardennes megyében. Lakosainak száma 102 fő (2022. január 1.). Villers-sur-le-Mont Boulzicourt, Poix-Terron, Singly, Yvernaumont és Flize községekkel határos.

## Népesség
A település népessége az elmúlt években az alábbi módon változott:
| Lakosok száma | 33   | 47   | 62   | 94   | 99   | 110  | 110  | 105  | 103  | 102  |
|               | 1968 | 1982 | 1990 | 2006 | 2013 | 2015 | 2017 | 2019 | 2020 | 2022 |